# Дом 24 на Армянской улице/ Дом 2 на Рождественской улице

Мемориальная доска

Дом 24 на Армянской улице/ Дом 2 на Рождественской улице, наименование в реестре объектов культурного наследия — «Дом К. Л. Хетагурова, который не был достроен в связи с тяжелой болезнью и отъездом поэта в село Георгиевско-Осетинское» — памятник истории во Владикавказе, Северная Осетия. Выявленный объект культурного наследия России и культурного наследия Северной Осетии. Памятник, связанный с жизнью осетинского поэта Коста Хетагурова.
Расположен на углу Армянской и Рождественской улиц в исторической части города «Осетинка/ Осетинская слободка» (осет. Ирыхъæу). Ближайшие объекты культурного наследия по Армянской улице — «Казарма Владикавказского гарнизона и участок примыкающей крепостной стены» (д. 21) и бывшая Армянская школа, д. 21 — 23, по Рождественской улице — «Дом, в котором в 1918—1964 гг. жил известный врач Валерьян Иосифович Щебровский» (д. 18).
Коста Хетагуров начал строительство этого дома в 1901 году. В связи с резким ухудшением здоровья в 1903 году родственники поэта перевезли его в отцовский дом в селе Георгиевско-Осетинское на территории современной Карачаевско-Черкесской республики, где он скончался в 1906 году.
Южный фасад, расположенный на Армянской улице, резко спускается вниз по склону поймы реки Терек. Композицию южного фасада продолжают ворота с аркой и высокая ограда бутовой кладки до Кривого переулка. На арке над воротами выбит год постройки «1902». Восточный фасад, расположенный на Рождественской улице незначительно поднимается в сторону Осетинской церкви. В конце этого фасада находится парадная. Внутренний фасад со стороны Кирпичного переулка выходит во двор на высокой террасе, огороженной каменной оградой.
15 декабря 2019 года на фасаде со стороны Армянской улице была установлена мемориальная доска (автор: скульптор Георгий Сабеев).

## Галерея

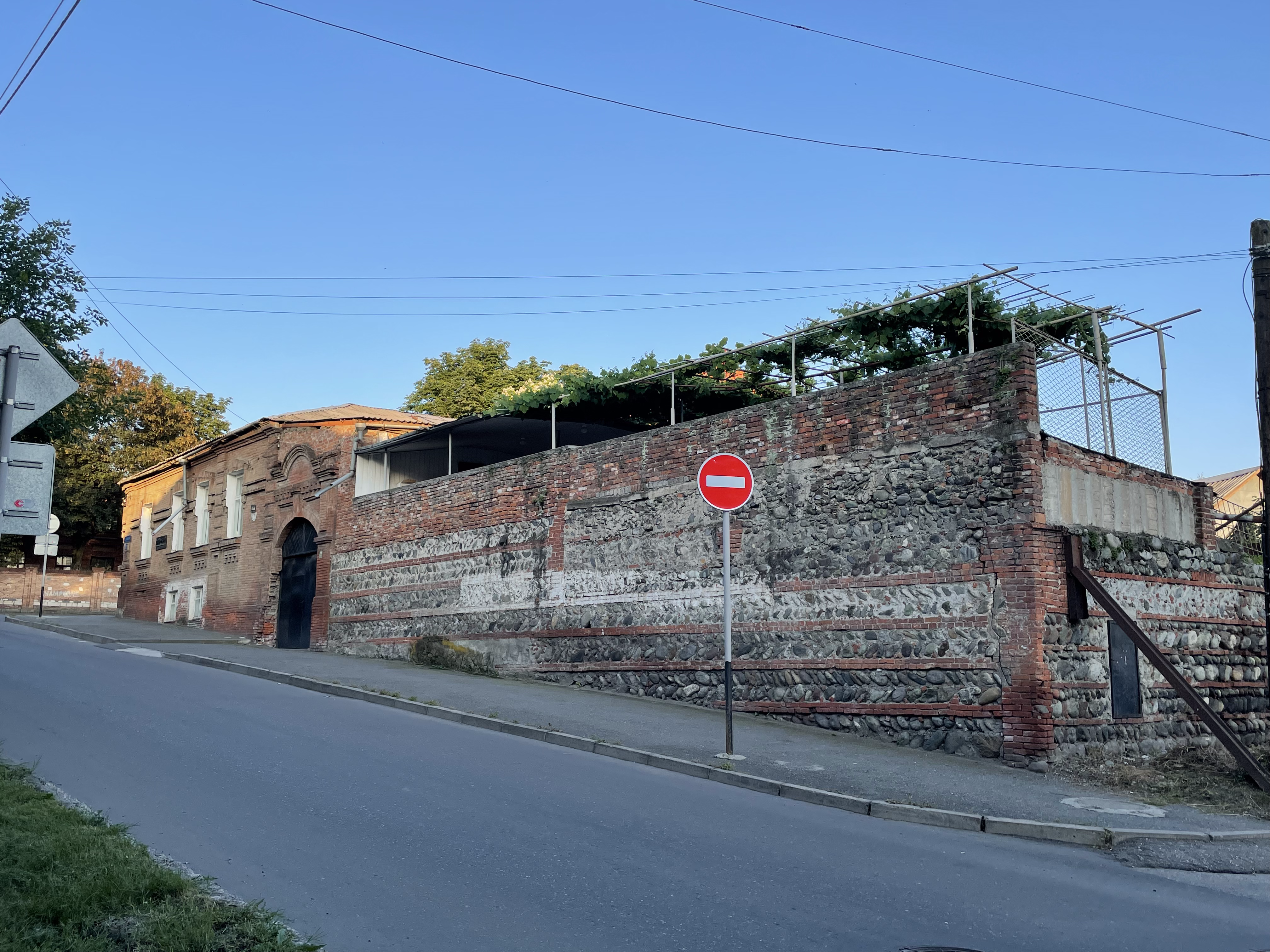
Вид со стороны Армянской улицы
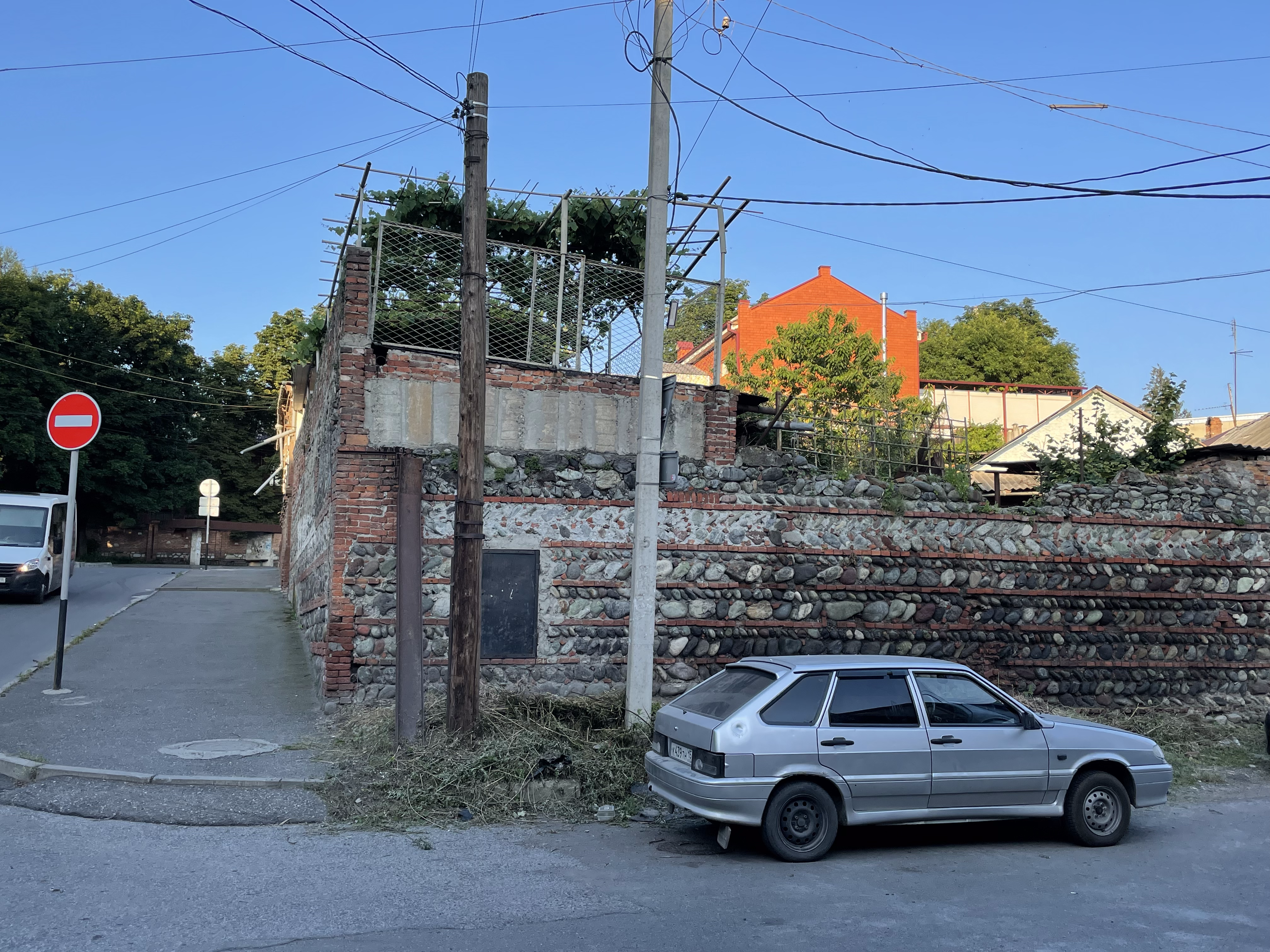
Вид со стороны Кривого переулка
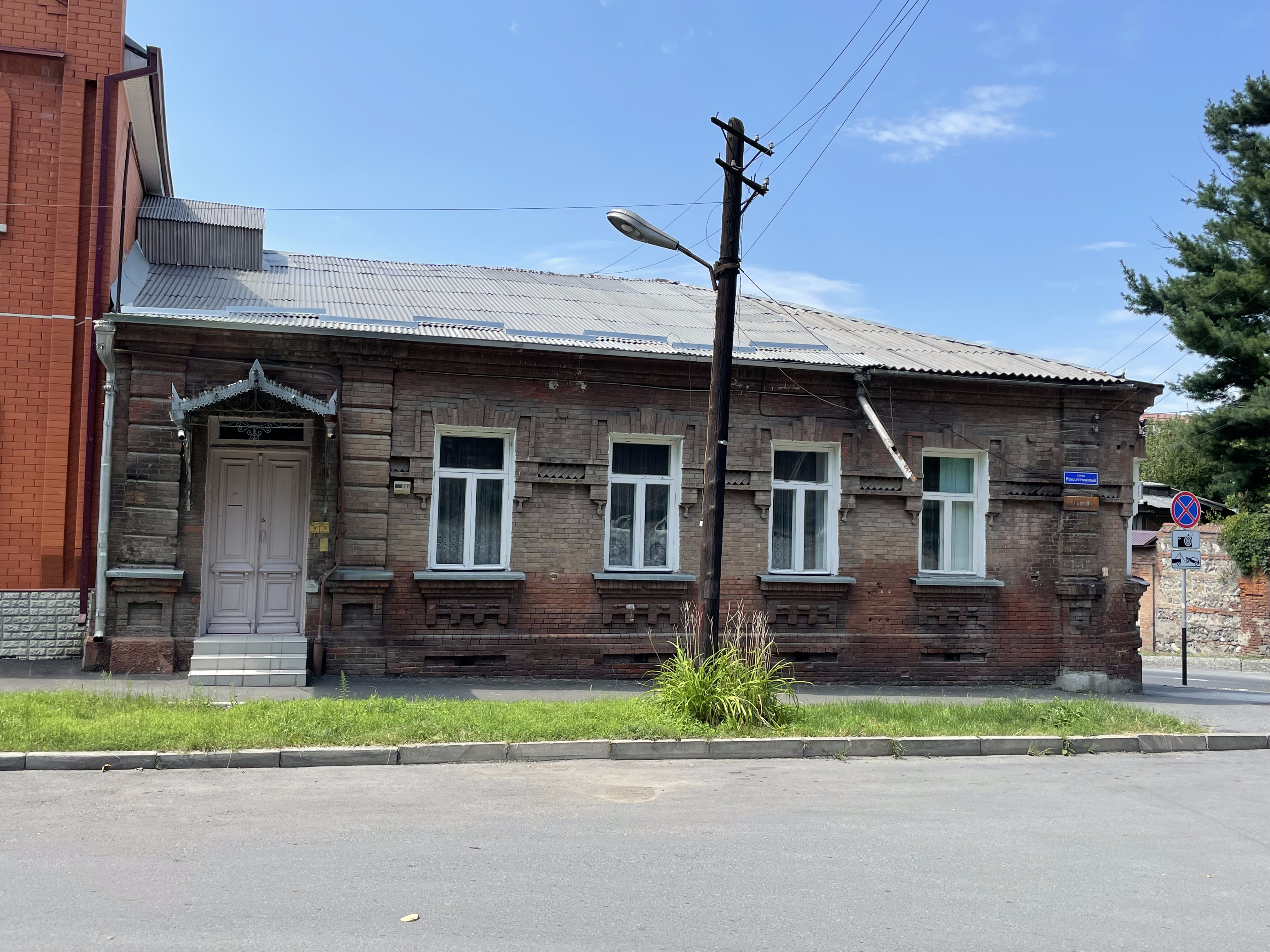
Вид со стороны Рождественской улицы
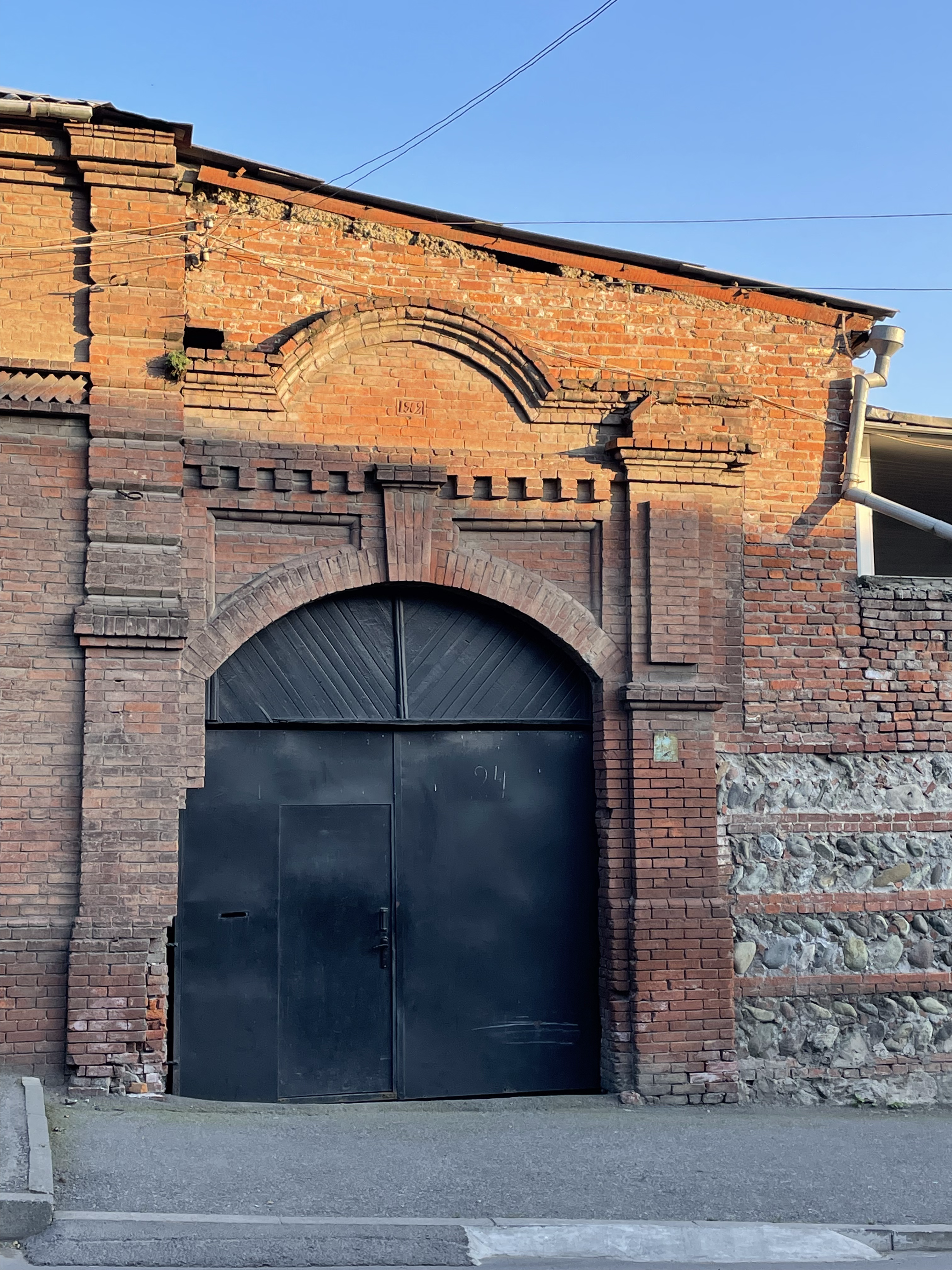
Ворота со стороны Армянской улицы